# 小花牛齿兰
小花牛齿兰（学名：Appendicula micrantha）为兰科牛齿兰属下的一个种。

## 扩展阅读
- 維基物種上的相關：小花牛齿兰